# 후타코타마가와역
후타코타마가와역(일본어: 二子玉川駅)은 일본 도쿄도 세타가야구에 있는 도쿄 급행 전철의 역이다.

## 개요
덴엔토시 선과 오이마치 선이 지난다. 선로 명칭상에서는 본 역이 정식 오이마치 선의 종점이지만 덴엔토시 선의 복복선화에 있어서 오이마치 선 열차는 미조노쿠치 역까지 운행되고, 당역 ~ 미조노쿠치 역간에서도 두 계통을 안내상별 노선으로 취급한다. 역 번호는 덴엔토시 선이 DT07, 오이마치 선이 OM15이다. 덴엔토시 선은 중일, 당 역에서 차광막 개폐가 열린다. 역장소재역으로, 후타코타마가와 관내로 본 역과 요가 역을 관리한다. 과거의 후타코타마가와 관내는 당역 ~ 가지가야 역간이며 요가 역은 산겐자야 관내에 있었지만 관내 개편에 따라서 2009년 10월 1일부로 현재의 체제가 되었다. 또한, 후타코신치 역 ~ 가지가야 역간은 이 날부터 분리, 신설된 미조노쿠치 역 관할의 "미조노쿠치 관내"가 되었다.

## 역사
- 1907년 4월 1일: 다마가와 전기철도 다마가와역으로 영업 개시.
- 1907년 3월 1일: 다마가와 전기철도 침선 영업 개시.
- 1927년 7월 15일: 다마가와 전기철도 미조노쿠치 선 다마가와 ~ 미조노쿠치 역간 개통.
- 1929년 11월 1일: 메구로카마타 전철 후타코타마가와 선(현, 오이마치 선) 후타코타마가와역 영업 개시.
- 1939년 3월 10일: 다마가와 선 다마가와 역을 요미우리 유원 역으로 역명 변경.
- 1940년 12월 1일: 오이마치 선과 다마가와 선 두 역을 통합하여 후타코타마가와 역과 요미우리 유원 역이 후타코요미우리엔역으로 통합됨.
- 1943년 7월 1일: 후타코요미우리엔 ~ 미조노쿠치 역간 궤도 궤간을 1,372mm에서 1,067mm로 궤간 변경에 관하여, 오이마치 방면과 직통 운전 개시.
- 1944년 10월 20일: 후타코타마가와역으로 역명 변경.
- 1954년 8월 1일: 후타코타마가와엔역으로 역명 변경.
- 1963년 10월 11일: 오이마치 선 명칭을 덴엔토시 선으로 변경.
- 1966년 4월 1일: 덴엔토시 선 미조노쿠치 ~ 나가쓰타 역간 개통에 따라 철도 전용의 다마강 교량 사용 개시, 덴엔토시 선의 역이 고가역이 됨.
- 1969년 5월 11일: 다마가와 선과 침선이 폐지됨.
- 1974년 2월: 자동 개찰기 설치.
- 1977년 4월 7일: 신타마가와 선 개업.
- 1979년 8월 12일: 덴엔토시 선과 신타마가와 선의 직통 운전 개시에 따라 후타코타마가와엔 ~ 오이마치 구간이 오이마치 선으로 분리, 독립됨.
- 1985년 3월 31일: 후타코타마가와원이 폐원됨. 단, 역명은 후타코타마가와엔 역 상태 변경 없음.
- 1999년 9월 4일: 신타마가와 선과 오이마치 선 상행선을 교체하고 안쪽 2선이 오이마치 선이 됨.
- 2000년 8월 6일: 후타코타마가와역으로 역명 변경. 덴엔토시 선과 신타마가와 선의 노선명을 덴엔토시 선으로 통일함.
- 2009년 7월 11일: 오이마치 선이 미조노쿠치 역까지 연장되고, 오이마치 선의 중간역이 됨.

## 역 구조
섬식 승강장 2면 4선의 고가역이다. 외측의 1,4번 선이 덴엔토시 선, 2,3번 선에 오이마치 선이 발착한다. 부지의 사정상, 승강장 중앙부에서 하행 주오린칸 방향의 대부분이 다마강 및 역 부근에서 합류하는 노 강을 건너는 다리(도쿄 급행 전철 덴엔토시 선 다마강 교량) 위에 위치한다.
그 특이한 구조로 인하여 상행 승강장의 시부야・오이마치 방향의 폭은 20m정도 되고 승강장의 중앙부에서 하행선 승강장까지의 폭은 5m정도 밖에 되지 않는다.
과거에는 상행 열차의 승강장은 아침 러시아 워에 완행과 급행 환승, 오이마치 선 시발 열차 대기 행렬도 존재하여, 혼잡이 잦았다.
그 후, 2007년 4월 5일부터 덴엔토시 선 준급 운행 개시에 따라 각역정차와 급행의 환승이 없어지고, 이어 2009년 7월 11일, 오이마치 선의 미조노쿠치 역까지 확장(덴엔토시 선 복복선화) 공사의 준공으로 오이마치 선 시발 열차의 환승역이 미조노쿠치 역으로 이전하여 승강장의 혼잡은 상당히 완화되었다.

### 승강장
| 번호 | 노선        | 방향 | 행선                                                                      |
| ---- | ----------- | ---- | ------------------------------------------------------------------------- |
| 1    | 덴엔토시 선 | 하행 | 사기누마・나가쓰타・주오린칸 방면                                         |
| 2    | 오이마치 선 | 하행 | 미조노쿠치 방면                                                           |
| 3    | 오이마치 선 | 상행 | 지유가오카・오오카야마・하타노다이・오이마치 방면 (일부는 4번홈에서 발차) |
| 4    | 덴엔토시 선 | 상행 | 시부야・ 한조몬 선 오시아게・ 도부 선 가스카베 방면                       |

## 역 주변
역 주변에는 주로 주택지로 주변은 세다 및 오카모토 등의 한적한 주택가가 펼쳐진다. 또, 다카시마야 등 여러 쇼핑 센터 등의 존재로 인하여 다마강 하천 부지와 함께 행락지로서의 일면도 가지고 있어 휴일의 발길은 많다.
역 동쪽 출입구 주변 및 후타코타마가와원 터는, 후타코타마가와원 폐원 후부터 대규모 재개발이 계획되었다.
2005년에 드디어 사업 승인이 되었고 재개발 지역 전체는 "후타코타마가와 라이즈"로 명명되었다.
2010년 4월, 상업 시설인 "후타코타마가와 라이즈 버즈 몰"과 "후타코타마가와 라이즈 오크 몰"이 선행 오픈되었다.
2010년 5월, 고층 주택의 "후타코타마가와 라이즈 타워 & 레지던스"의 입주가 시작되었다.
2011년 3월, 상업 시설 "도그 우드 플라자", "후타코타마가와 라이즈 쇼핑 센터", 오피스 "후타코타마가와 라이즈 오피스"가 오픈했다. 또, 역 개찰구 앞의 고가시타에 해당하는 장소에는 상업 시설 "후타코타마가와 라이즈 스테이션 몰"이 오픈하였다.
2015년 6월, "후타코타마가와 라이즈 오피스", "후타코타마가와 엑셀 호텔 도큐", "후타코타마가와 라이즈 라쿠텐 크림슨 하우스", "109시네 마즈 후타코타마가와", "잇츠 컴 스폿 & 스튜디오"등이 오픈되었다. 이로써 후타코타마가와 재개발은 그랜드 오픈을 맞이하였다.
역 남쪽에는 다마강 하천 부지가 넓게 펼쳐져 있다. 하천 부지에는 효고지마 공원 등이 있는데 강과 물에 친숙한 환경이 조성되어 있다. 하천 부지로는 매년 8월 셋째주 토요일에는 세타가야 구 불꽃 대회가 개최되고(강 건너 가와사키 시 제정 기념 다마가와 불꽃 놀이와 공동 주최) 역을 포함한 역 주변은 관객으로 매우 붐빈다. 하천 부지는 주말이면 야구 등 스포츠나, 바베큐, 골프 등 레저를 즐기는 사람들로 인파를 형성하고 텔레비전 광고와 드라마 등 로케이션 촬영에도 주변에 있는 둑이 많이 사용되고 있다.

### 니시구치
- 다마가와 다카시마야 S.C
- 세타가야 구청 요가 출장소
- 후타코타마가와 우체국
- 세타가야 가마타 우체국
- 다마강 하천 부지
- 후타코바시
- 효고지마 공원 - 하천 부지의 일부에서 당 역의 고수부지 입구에 해당한다.
- 야나기코지 - 상업 점포군
- 프라우드 타워 후타코타마가와 - 후타코타마가와 최초의 타워 아파트, 지상 27층으로 높이는 93m.
- 국도 제246호선
- 도쿄 도시 대학 후타코 유치원
- 다마가와 병원
- 오카모토 공원 민가원
- 성 도미니크 학원
- 도쿄 도립 세타가야 종합 고등학교
- 고마자와 대학 다마가와 캠퍼스
- 다마가와 후타코바시 공원

### 히가시구치
- 후타코타마가와 라이즈
  - 후타코타마가와 라이즈 쇼핑 센터 루루
  - 후타코타마가와 라이즈 도그 우드 플라자
  - 후타코타마가와 라이즈 오크 몰
  - 후타코타마가와 라이즈 버즈 몰
  - 후타코타마가와 라이즈 플라자 쇼핑몰
  - 후타코타마가와 라이즈 오피스
  - 후타코타마가와 라이즈 타워 & 레지던스
  - 후타코타마가와 공원
- 다마가와 세무서
- 다마강 하천 부지
- 고마자와도리
- 라쿠텐 본사, 라쿠텐 그룹

## 사진

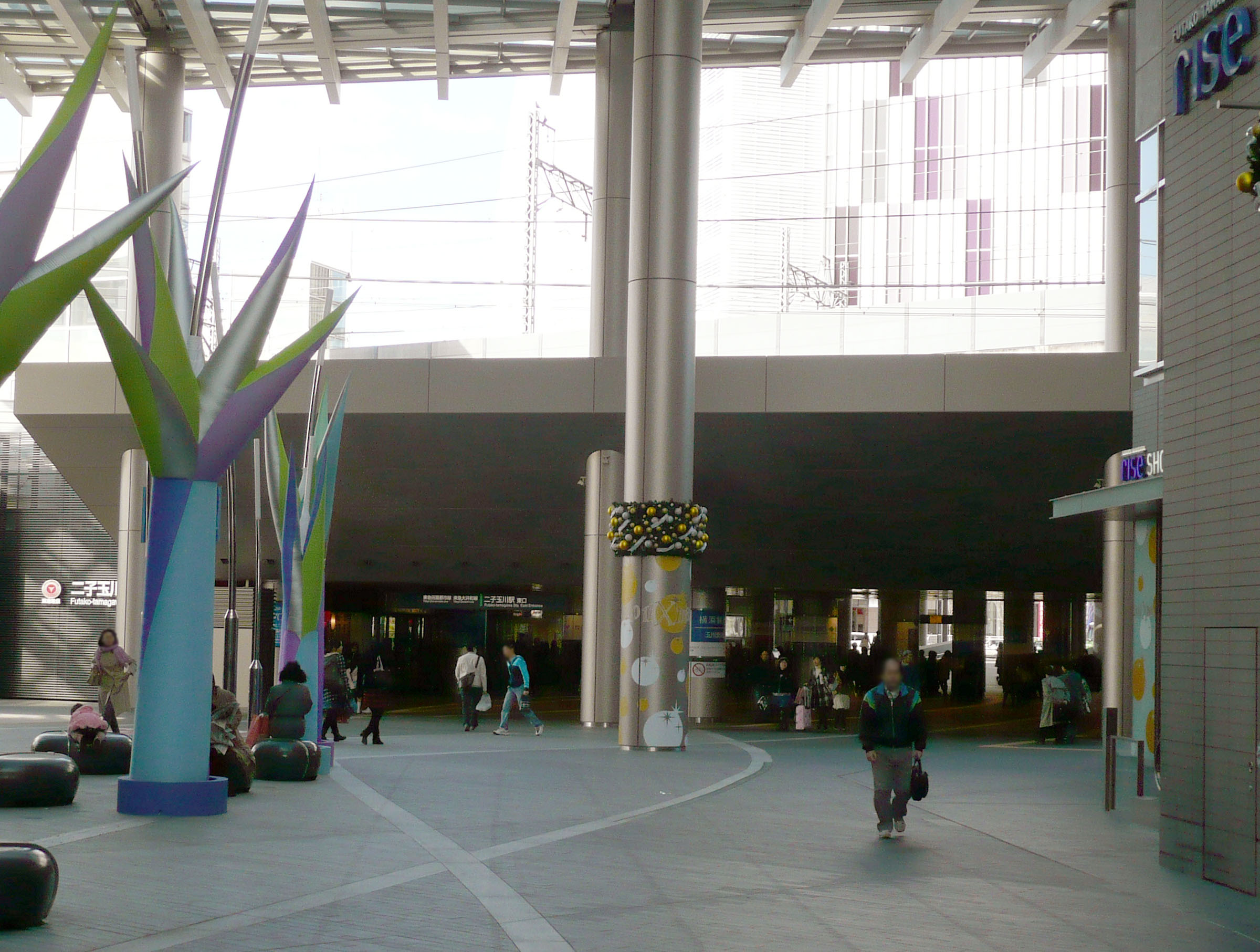
동쪽 출입구
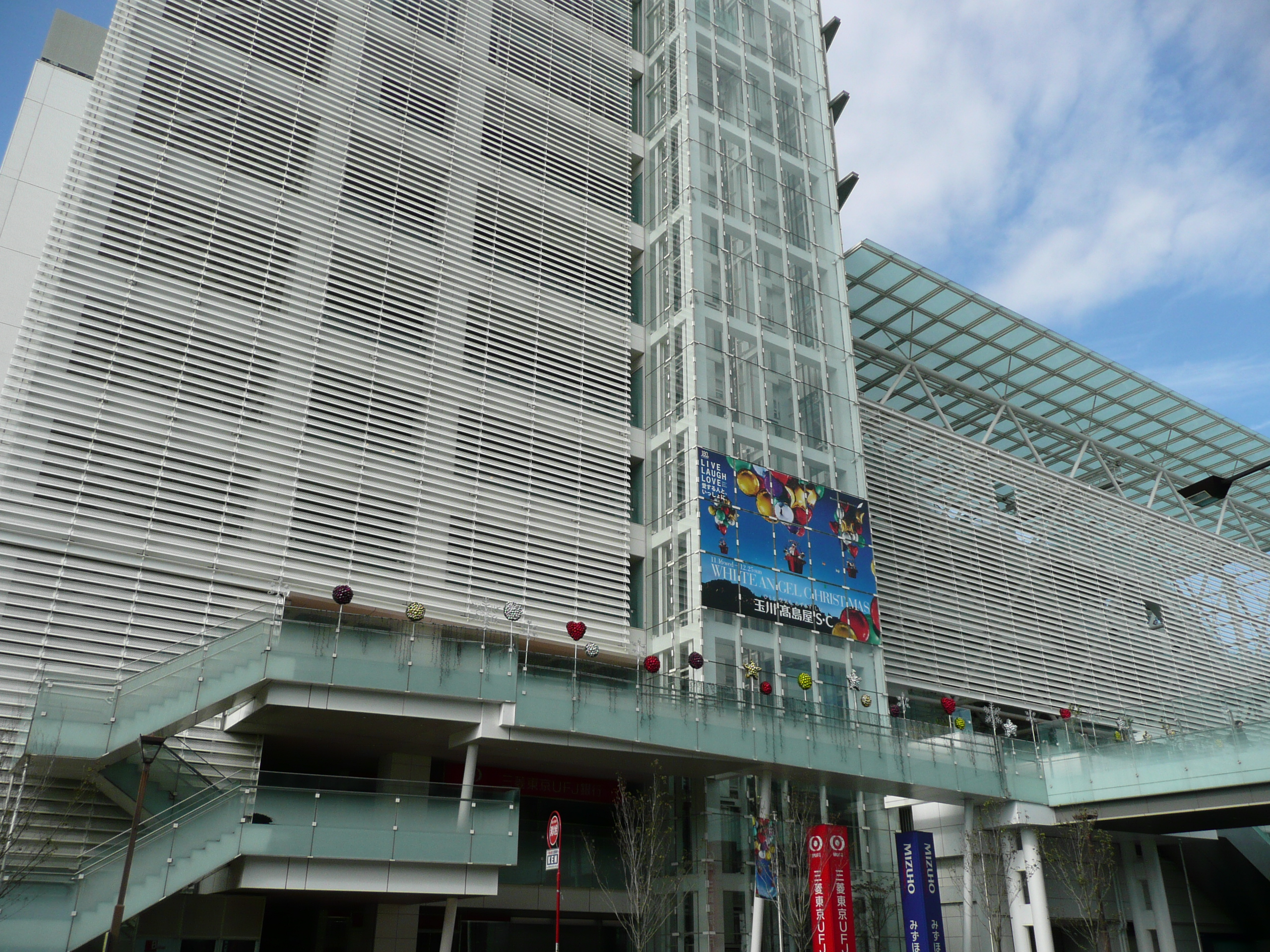
남쪽 출입구
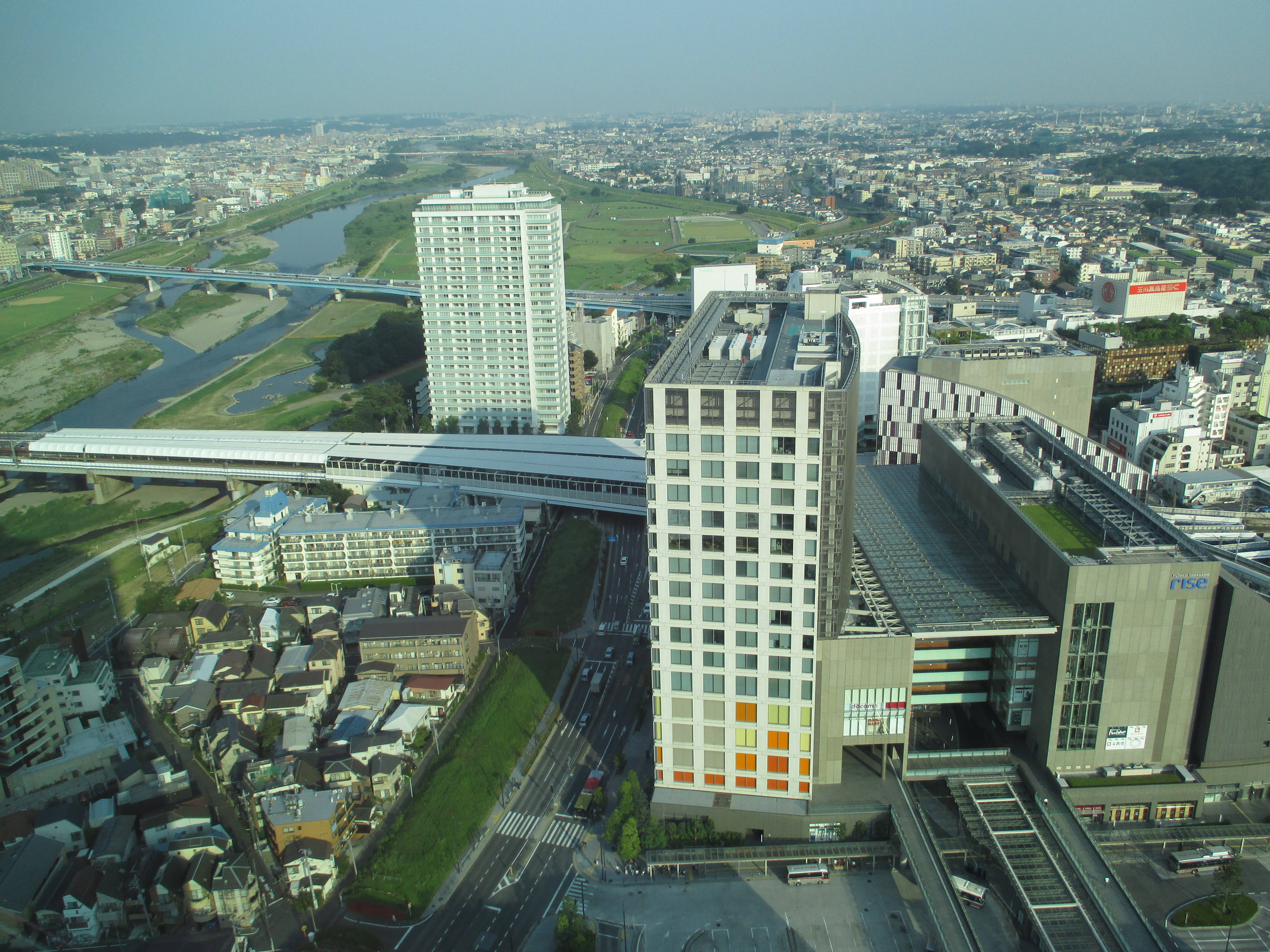
역과 직결되는 후타코타마가와 라이즈
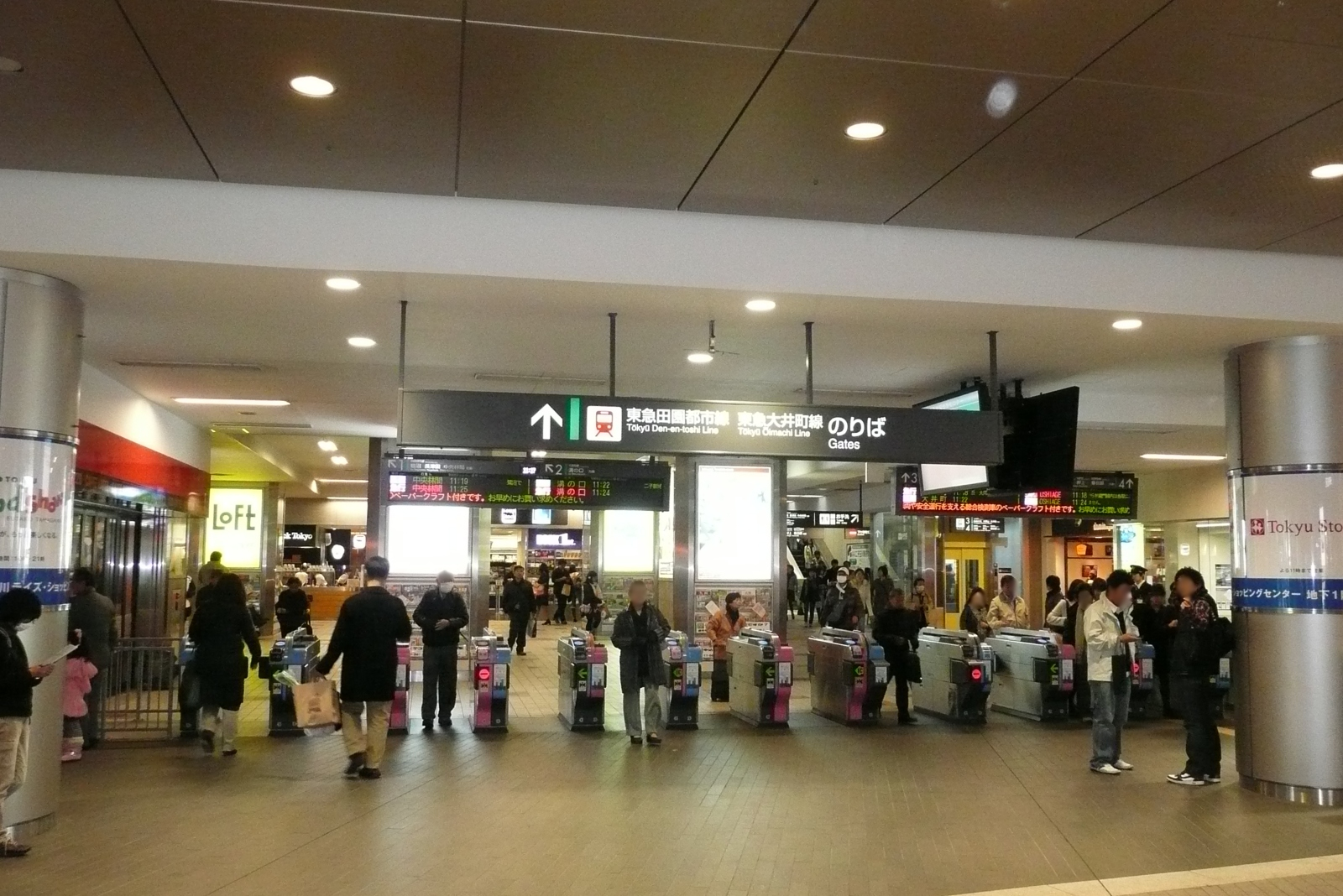
개찰구

## 인접역
| 도쿄 급행 전철 덴엔토시 선     | 도쿄 급행 전철 덴엔토시 선           | 도쿄 급행 전철 덴엔토시 선       |
| ------------------------------ | ------------------------------------ | -------------------------------- |
| DT 03 산겐자야 시부야 방면     | ■ 급행                               | 미조노쿠치 DT 10 주오린칸 방면   |
| DT 06 요가 시부야 방면         | ■ 준급                               | 미조노쿠치 DT 10 주오린칸 방면   |
| DT 06 요가 시부야 방면         | ■ 각역정차                           | 후타코신치 DT 08 주오린칸 방면   |
| 도쿄 급행 전철 오이마치 선     |                                      |                                  |
| OM 10 지유가오카 오이마치 방면 | ■ 급행                               | 미조노쿠치 OM 16 미조노쿠치 방면 |
| OM 14 가미노게 오이마치 방면   | □ 각역정차 (후타코신치, 다카쓰 통과) | 미조노쿠치 OM 16 미조노쿠치 방면 |
| OM 14 가미노게 오이마치 방면   | ■ 각역정차 (후타코신치, 다카쓰 정차) | 후타코신치 DT 08 미조노쿠치 방면 |